# Mühledorf, Solothurn
Mühledorf är en ort i kantonen Solothurn, Schweiz. 
Mühledorf var tidigare en egen kommun, men den 1 januari 2014 slogs nio kommuner ihop till kommunen Buchegg.